# Дикастерия
Дикастерия (от гръцки: δικαστήριον — законен съд, гръцки: δικάστης съдия или заседател) — италиански термин, използван и в английски, който определя ведомствата на Римската курия.